# Mark Wetjen
Mark P. Wetjen es un abogado estadounidense. En 2011, Barack Obama lo nominó para cumplir un mandato de cinco años como Comisionado de la Comisión de Negociación de Futuros de Productos Básicos (CFTC). También se desempeñó durante cinco meses como presidente interino de la CFTC tras la partida de su predecesor, Gary Gensler.
Fue jefe de política global en DTCC y director ejecutivo de MIAX Futures. También fue jefe de política y estrategia regulatoria en FTX US. Fue el principal asesor en Washington de Sam Bankman-Fried, el CEO de FTX, hasta que FTX se declaró en bancarrota y entró en suspensión de pagos.

## Primeros años y educación
Wetjen creció en Dubuque, Iowa. Recibió una licenciatura de la Universidad Creighton y luego un título de Juris doctor de la Escuela de Derecho de la Universidad de Iowa.

## Carrera
Después de egresar de la escuela de derecho, Wetjen trabajó como abogado en la práctica privada. Luego trabajó durante siete años en el Senado de los Estados Unidos como miembro del personal de liderazgo senior, donde asesoró sobre temas de servicios financieros, incluida la Ley de Protección al Consumidor de 2010 y la Reforma Dodd-Frank de Wall Street. Trabajó para Harry Reid y otros demócratas en «una serie de temas de políticas e iniciativas legislativas de banca, vivienda, comunicaciones, tecnología y juegos».
Wetjen se unió a la CFTC en 2011. A fines de 2013, se convirtió en presidente interino de la CFTC después de que Gary Gensler dejara el cargo. Wetjen ocupó el cargo durante unos cinco meses. Durante su mandato como presidente interino, se le atribuyó el alivio de las tensiones con otros reguladores internacionales y el logro de un acuerdo con los reguladores europeos con respecto al tratamiento de las plataformas de negociación. Wetjen defendió la priorización de los inversores finales al desarrollar la política de gestión de riesgos en la CFTC. Como patrocinador del Comité Asesor de Mercados Globales, Wetjen convocó la primera reunión pública de la CFTC en octubre de 2014 para discutir el tratamiento regulatorio de los activos digitales.
El 3 de noviembre de 2014, en un artículo de opinión en The Wall Street Journal, Wetjen pidió el establecimiento de una estructura reguladora gubernamental para Bitcoin. Wetjen renunció a la CFTC el 28 de agosto de 2015.
Wetjen se unió a DTCC como jefe de políticas públicas globales en el otoño de 2015. Más tarde fue nombrado presidente de DTCC DerivServ en 2019. Mientras estuvo en DTCC, Wetjen apoyó la adopción de estándares mejorados de gestión de riesgos para las cámaras de compensación de valores por parte de la SEC y señaló cómo promoverían la coordinación internacional.
Wetjen se unió al operador de intercambio de inicio Miami International Holdings (MIAX Exchange Group) como director ejecutivo de MIAX Futures en enero de 2020. Wetjen trabajó con MIAX para adquirir Minneapolis Grain Exchange.
En noviembre de 2021, Wetjen se convirtió en jefe de política y estrategia regulatoria de FTX US, una empresa distinta de FTX.com. Wetjen fue el principal asesor de Washington de Sam Bankman-Fried durante sus agresivos intentos de presionar al Congreso de los Estados Unidos para que aprobara legislación sobre criptomonedas favorable a FTX. La relación de Wetjen con FTX terminó cuando la compañía se declaró en bancarrota. Su trabajo con FTX ha sido objeto de escrutinio y críticas, dado el cabildeo agresivo de FTX para ser regulado por la CFTC, donde Wetjen se desempeñó anteriormente.

## Vida personal
Wetjen vive en el vecindario de Capitol Hill en Washington D. C. con su esposa y sus dos hijos.